# Къща музей „Арам Хачатурян“
Къщата музей „Арам Хачатурян“ (на арменски: Արամ Խաչատրյանի տուն-թանգարան) е открита в Ереван, Армения през 1982 г.
Посветена е на големия арменски композитор Арам Хачатурян, показва множество негови лични вещи и моменти от творческия му процес.
Идеята за музея датира от 1970-те и самият Арам Хачатурян е бил въвлечен в създаването му. Композиторът оставя свои манускрипти, писма, пианото си и много други вещи, лични подаръци от различни институции, които е получавал в годините. Сградата е продължение на къщата, в която композиторът е отсядал винаги, когато е бил в Ереван. Преработена е в музей от архитекта Едвард Алтунян.
По времето на основателя директор Гохар Харутунян (2010 година), музеят успява да привлече спонсорство от различни донори и дарители и да разшири много колекцията си с още артефакти, принадлежали на Арам Хачатурян. Днес директор на музея е Армине Григорян.
В музея има и голяма концертна зала, с концертно гранд-пиано Bechstein, където се провеждат редовни музикални събития. Музеят разполага и с голяма колекция от дискове с музика в различни изпълнения на Арам Хачатурян. Провеждат се много обучения, работилници. Към музея има и малка работилница за поправка на цигулки. Музеят поддържа силна връзка с арменското музикално и композиторско общество и е силно отдаден за развитието на арменската музика. Издава редовно различни музикални книги.
| „                                         | ... Държа да отбележа, че ми бе много трудно на хартия, по чертежите само, да си представя бъдещата къща. А се получи много красив, убедителен. Харесва ми ... | “ |
| Арам Хачатурян, 29 януари 1978 г., Москва | |   |

## Музейни публикации
- Արամ Խաչատրյան. Նամակներ։ (Ереван: „Սովետական գրող“ հրատարակչություն, 1983), 238 стр.
- Արամ Խաչատրյան. Նամակներ։ (Ереван։ „Ապոլոն“ հրատարակչություն, 1995), 252 стр.
- Արամ Խաչատրյան. Նամակներ։ (Ереван։ „Նաիրի“ հրատարակչություն, 2003), 152 стр.
- Музей Арам Хачатурян. (Ереван: Армения Прес, 2002).